# Günter Busch
Günter Busch (Großpösna, 15 febbraio 1930 – Lipsia, 9 agosto 2006) è stato un calciatore tedesco orientale dal 1990 tedesco, di ruolo portiere.

## Statistiche

### Cronologia presenze e reti in Nazionale
| Cronologia completa delle presenze e delle reti in nazionale ― Germania Est | Cronologia completa delle presenze e delle reti in nazionale ― Germania Est | Cronologia completa delle presenze e delle reti in nazionale ― Germania Est | Cronologia completa delle presenze e delle reti in nazionale ― Germania Est | Cronologia completa delle presenze e delle reti in nazionale ― Germania Est | Cronologia completa delle presenze e delle reti in nazionale ― Germania Est | Cronologia completa delle presenze e delle reti in nazionale ― Germania Est | Cronologia completa delle presenze e delle reti in nazionale ― Germania Est |
| Data                                                                        | Città                                                                       | In casa                                                                     | Risultato                                                                   | Ospiti                                                                      | Competizione                                                                | Reti                                                                        | Note                                                                        |
| --------------------------------------------------------------------------- | --------------------------------------------------------------------------- | --------------------------------------------------------------------------- | --------------------------------------------------------------------------- | --------------------------------------------------------------------------- | --------------------------------------------------------------------------- | --------------------------------------------------------------------------- | --------------------------------------------------------------------------- |
| 08/05/1954                                                                  | Berlino                                                                     | Germania Est                                                                | 0 – 1                                                                       | Romania                                                                     | Amichevole                                                                  | -1                                                                          |                                                                             |
| 25/09/1957                                                                  | Cardiff                                                                     | Galles                                                                      | 4 – 1                                                                       | Germania Est                                                                | Qual. Mondiali 1958                                                         | -4                                                                          |                                                                             |
| Totale                                                                      |                                                                             | Presenze                                                                    | 2                                                                           |                                                                             | Reti                                                                        | -5                                                                          |                                                                             |